# Любушани (Березинський район)
Любушани (біл. вёска Любушаны) — село в складі Березинського району Мінської області, Білорусь. Село підпорядковане Мачеській сільській раді, розташоване в східній частині області.